# Всемирная выставка (1888)
Всеми́рная вы́ставка 1888 года (исп. Exposición Universal de Barcelona) проходила с 8 апреля по 9 декабря 1888 года в испанском городе Барселона. В ней приняли участие 12223 представителей из 27 стран, 66 % которых составили уроженцы Испании. Число посетителей выставки составило 2,3 млн человек со всего мира.
Официальное открытие состоялось только 20 мая, когда при двухлетнем короле Альфонсе XIII была объявлена регентом его мать Мария Кристина.

## Предыстория
В 1888 году город Барселона с населением в 530 тысяч жителей считался экономическим и промышленным центром, вторым по значимости городом Испании. Страна переживала реставрацию династии Бурбонов под руководством Пракседеса Матео Сагаста и регентши Марии Кристины, вдовы почившего в 1885 году короля Альфонса XII. 

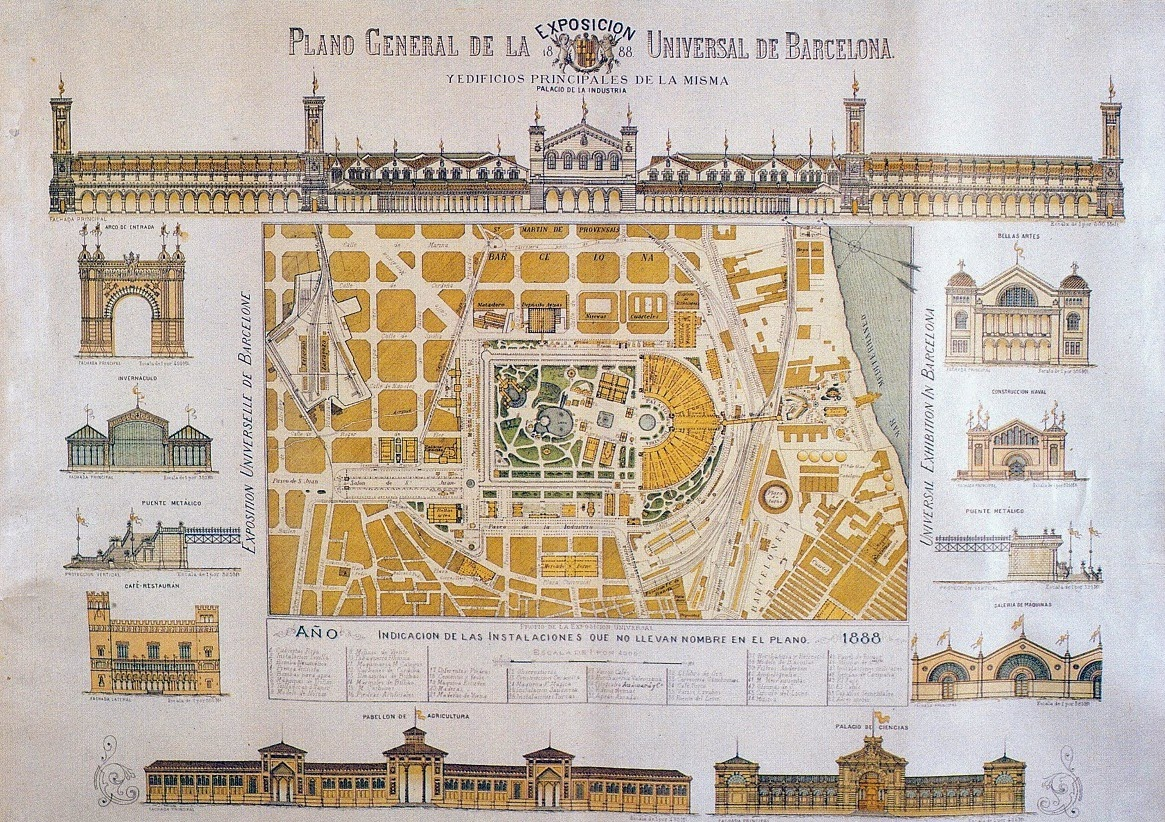
Общий план выставочных площадей

Всемирная выставка 1888 года продемонстрировала наладившиеся отношения между монархистами, восстановившими монархию в ходе сентябрьской революции 1868 года, и каталонской промышленной буржуазией.
Начиная с Всемирной выставки 1851 года в Лондоне подобным мероприятиям придавалось большое значение в вопросе развития политических, экономических и социальных взаимоотношений. Каждая страна демонстрировала свои техническое развитие, экономический и промышленный потенциал. Также Всемирная выставка давала толчок для экономического развития города и усиливала его значимость.
Идею о проведении выставки в Испании выдвинул предприниматель Эудженио Серрано, а за её реализацию взялся мэр Барселоны Францеск Риус-и-Таулет. В составе «Комитета Восьми» трудился архитектор Элие Рогент — учитель Льюса Доменека-и-Монтанера и Антонио Гауди.
В том же году проходили другие крупные международные выставки, которые «Всемирными» не назывались. В Мельбурне прошла выставка Melbourne Centennial Exhibition, в Глазго — научная, художественная и Индустриальная выставка (англ. International Exhibition of Science, Art and Industry), в Лиссабоне — индустриальная выставка Португалии (порт. Exposição Industrial Portuguesa).

## Место проведения
Площадь выставки составила 46,5 гектаров от парка Сьютаделья (где сегодня зоопарк Барселоны), мимо современного железнодорожного Французского вокзала до места Барселонеты, где сегодня стоит больница Hospital del Mar .
Около четверти выставочных павильонов были временными. Помимо главного здания Palau de la Indústria (70 тыс. м²) участвовали три крепостных здания — Palau del Governador, арсенал и часовня. Сегодня после реконструкции арсенал служит резиденцией парламента Каталонии.
От сооружений той выставки сохранились Триумфальная арка, в прошлом кафе-ресторан, а сегодня зоологический музей Замок трёх драконов, теплица L’Umbracle, и цеховое здание Galeria de les Màquines (сегодня входит в зону зоопарка).

## Экспонаты
Большой популярностью у публики пользовались экспозиции Соединённых Штатов, Китая и Японии. Здесь прошли конгрессы археологов, экономистов, врачей и впервые с 8 по 11 сентября международная встреча спиритистов. Представители спиритуализма планировали продемонстрировать научность своего занятия, увидеть поддержку известных спиритистов астронома Камиля Фламмариона, Уильяма Крукса, но они не присутствовали. На собрание собрались делегаты из 10 стран от Кубы до России.
Филиппинская табачная компания, где тагалоки вручную сворачивали сигары оказалась самым «экзотичным» представительством.

## Преобразования

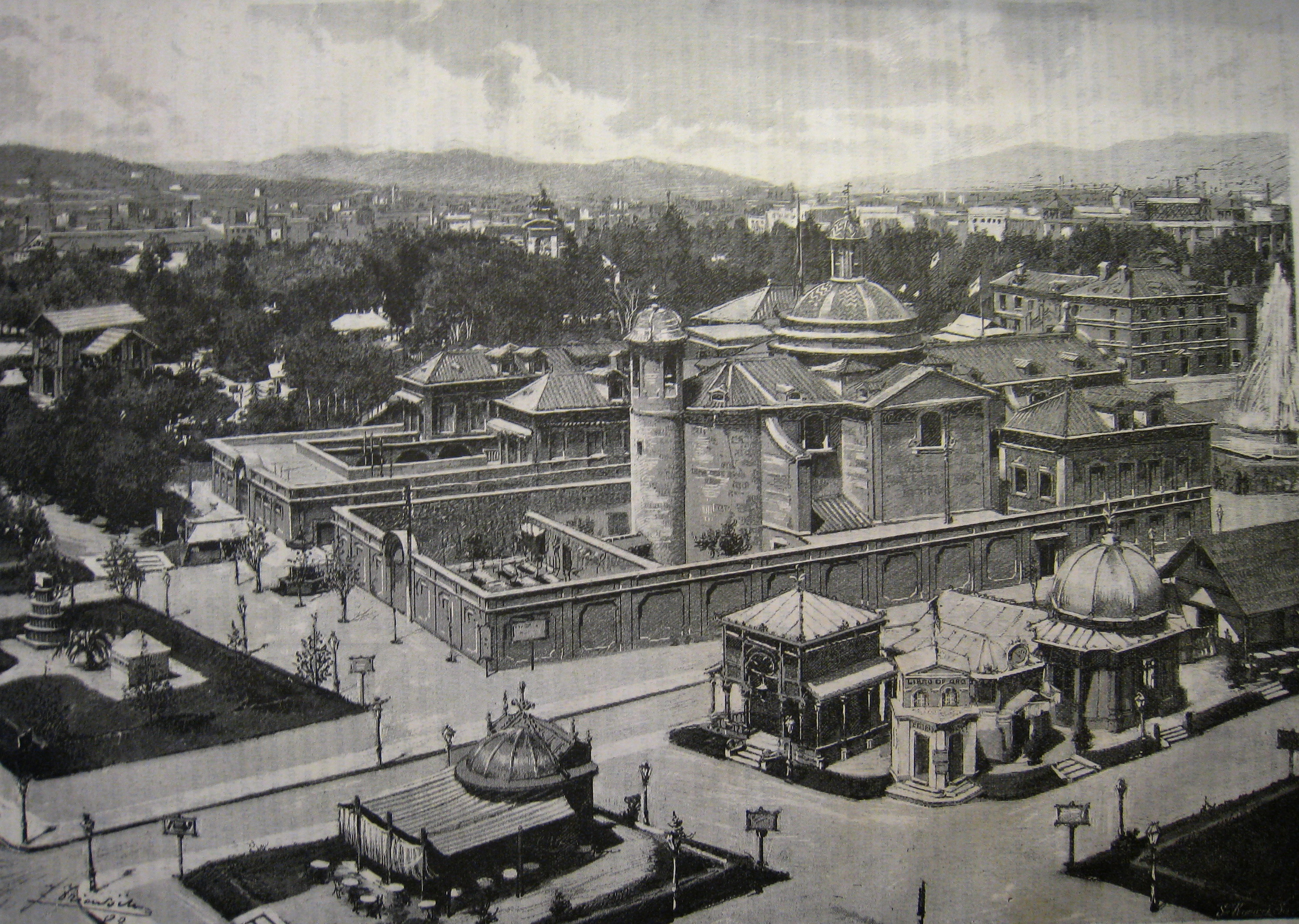
Выставочные павильоны в парке Сьютаделья

Благодаря Всемирной выставке в городе завершились долгострои и началось возведение новых объектов инфраструктуры, которые улучшили жизнь граждан и преобразили облик современного города.
В процессе подготовки к выставке 1888 года реализованы следующие проекты:
- Открыт парк Сьютаделья, который после окончания мероприятия стал крупнейшим в городе.
- Облицованы стены домов на набережной, проложен новый проспект Колумба между парком Сьютаделья и Рамбла.
- В порту за рекордные сроки (53 дня) построен 4-этажный роскошный отель Gran Hotel Internacional на 2000 мест по проекту Льюиса Доменека-и-Монтанера. После выставки отель снесли.
- Выстроен Дворец изящных искусств (исп. Palau de Belles Arts), где сегодня заседает городской суд. Здесь состоялось официальное открытие Всемирной выставки в присутствии членов королевской семьи. До 1942 года здесь проводились художественные выставки, концерты и культурные мероприятия
- На перекрёстке Рамблы и проспекта Колумба 1 июня 1888 состоялось торжественное открытие памятника Колумбу. Он был установлен на том месте, где высадился Колумб по возвращении в Европу из своего первого плавания в Америку[3].
- Соседний жилой район La Ribera преобразился.
- Крытый рынок Mercat del Born открылся в 1884—1886 годах.
- Учреждены судоходные круизы по гавани на туристических лодках Las Golondrinas.
- Рядом с выставочным центром у стыка Рамблы, проспекта Колумба и площади Св. Иакова проведено первое уличное электрическое освещение, которым также подсветили «волшебный фонтан»[6][7].

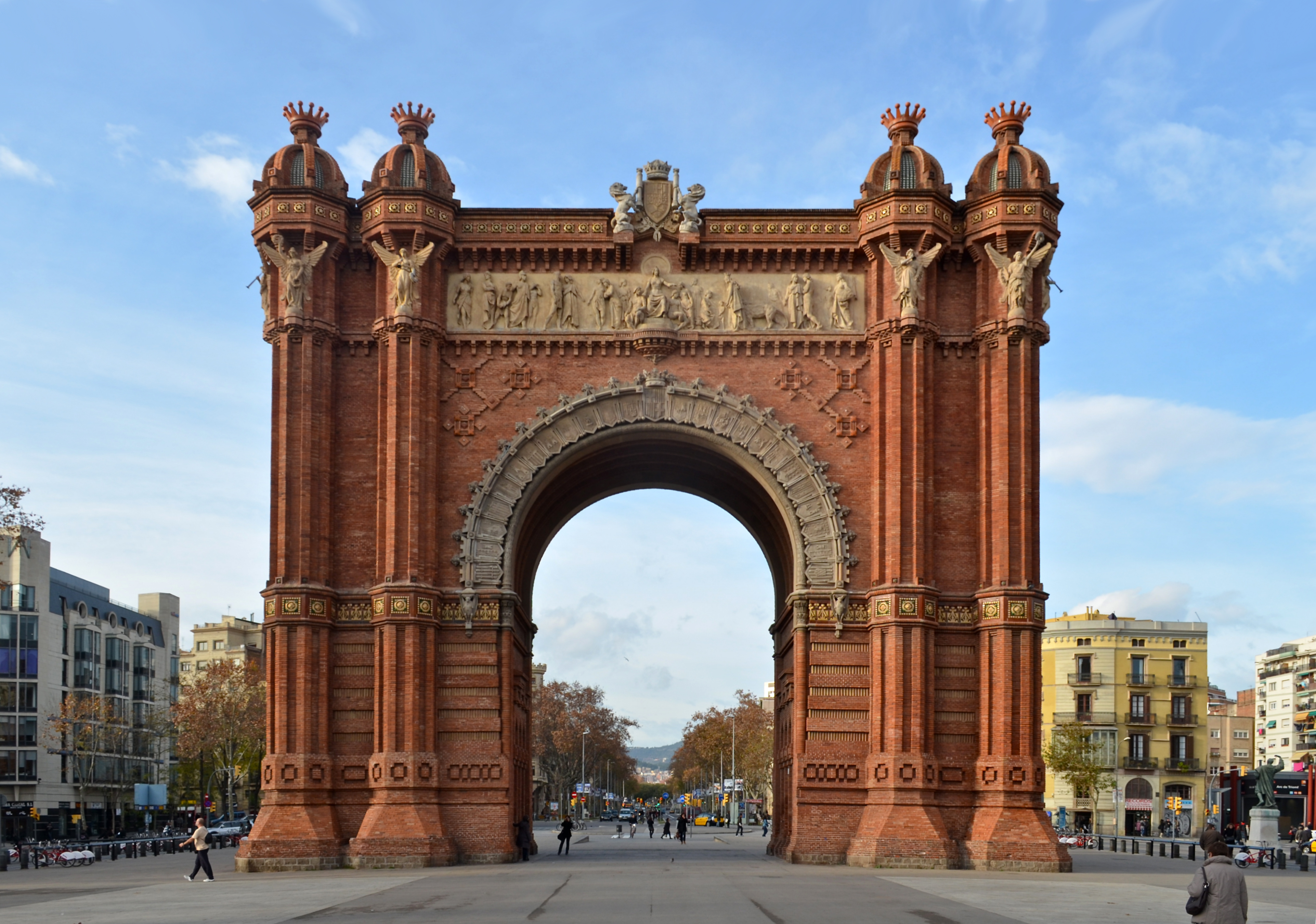
Триумфальная арка из красного кирпича в стиле мудехар служила главными воротами на выставку
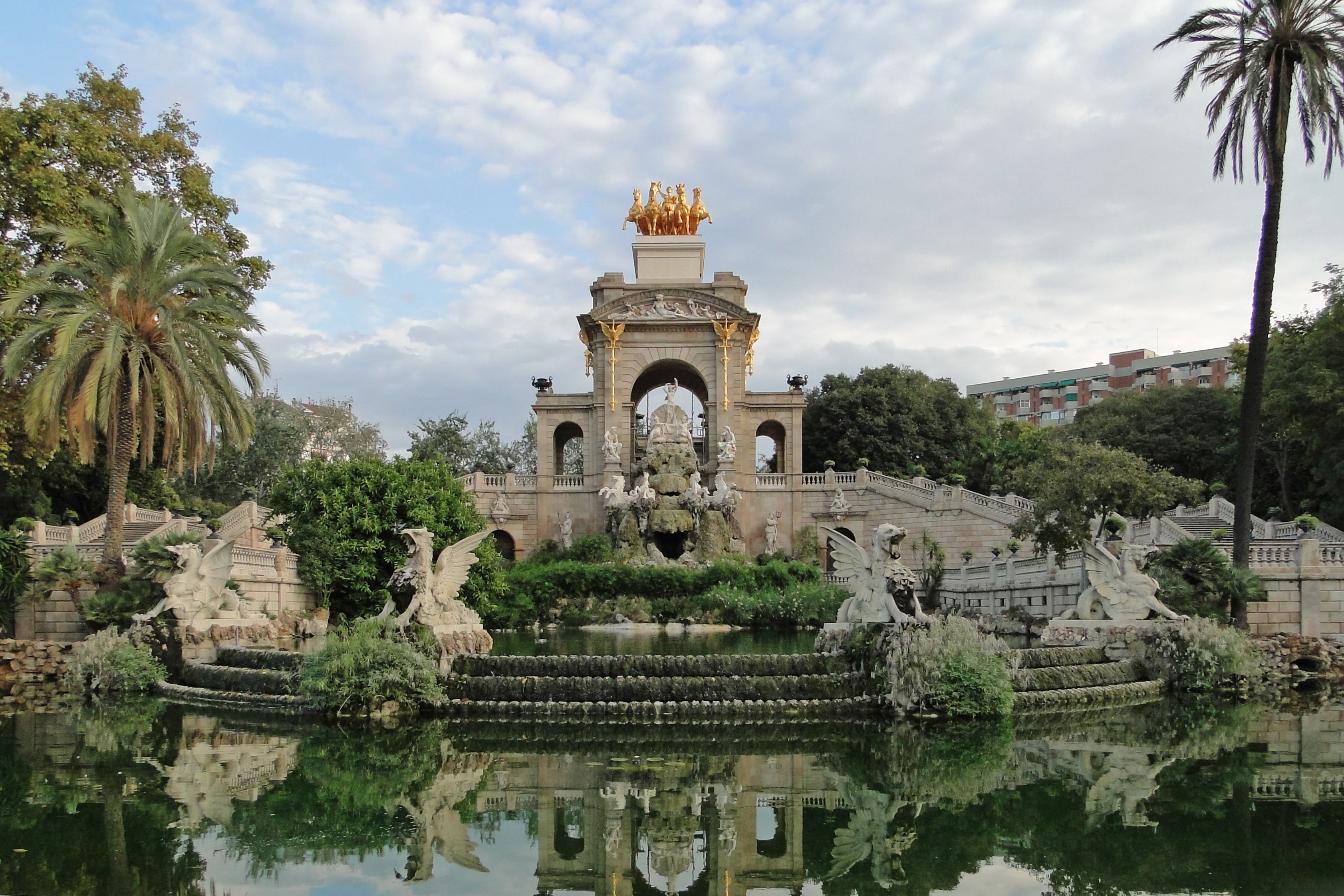
Фонтан в парке Сьютаделья
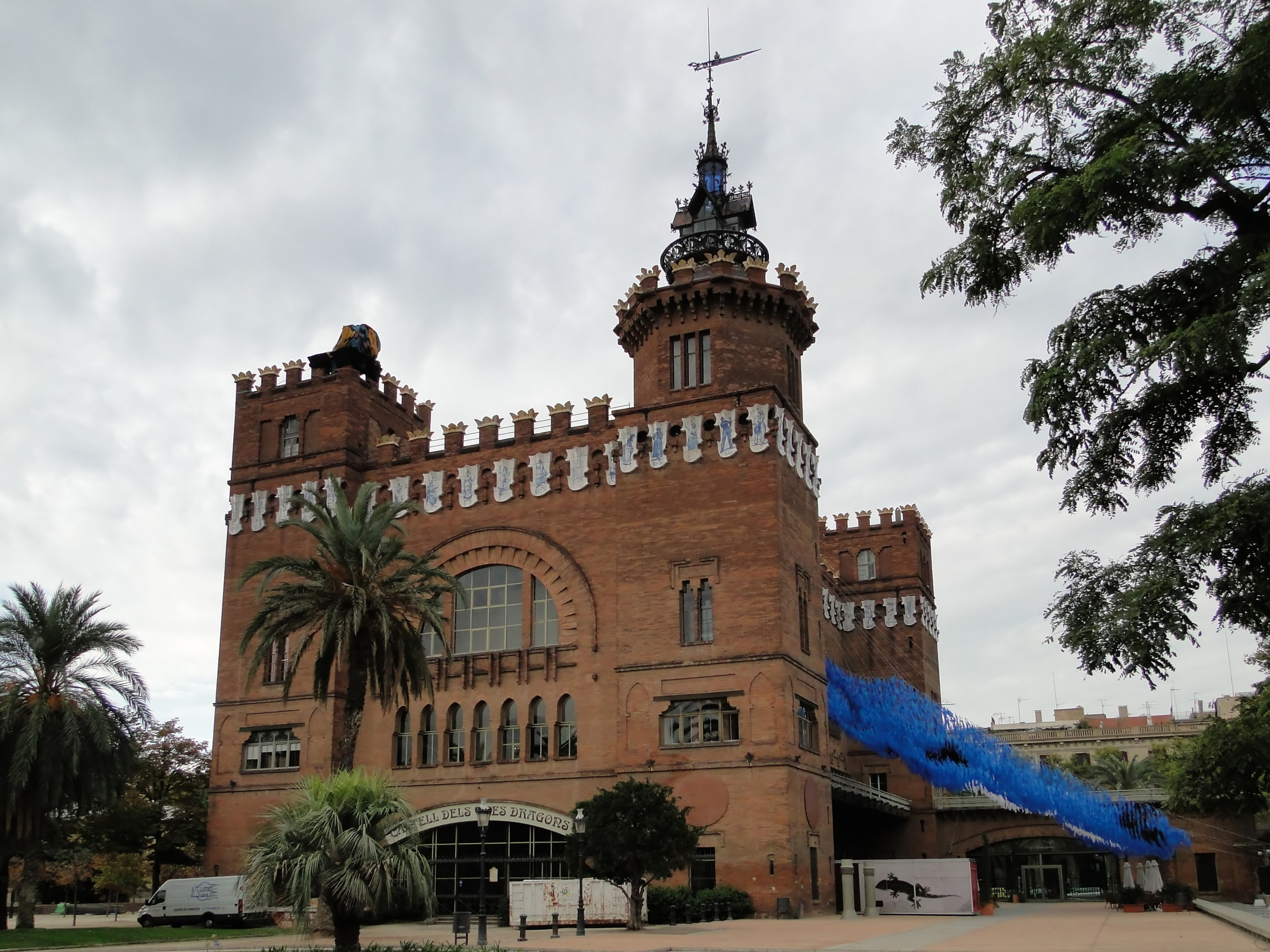
Зоологический музей в Замке трёх драконов
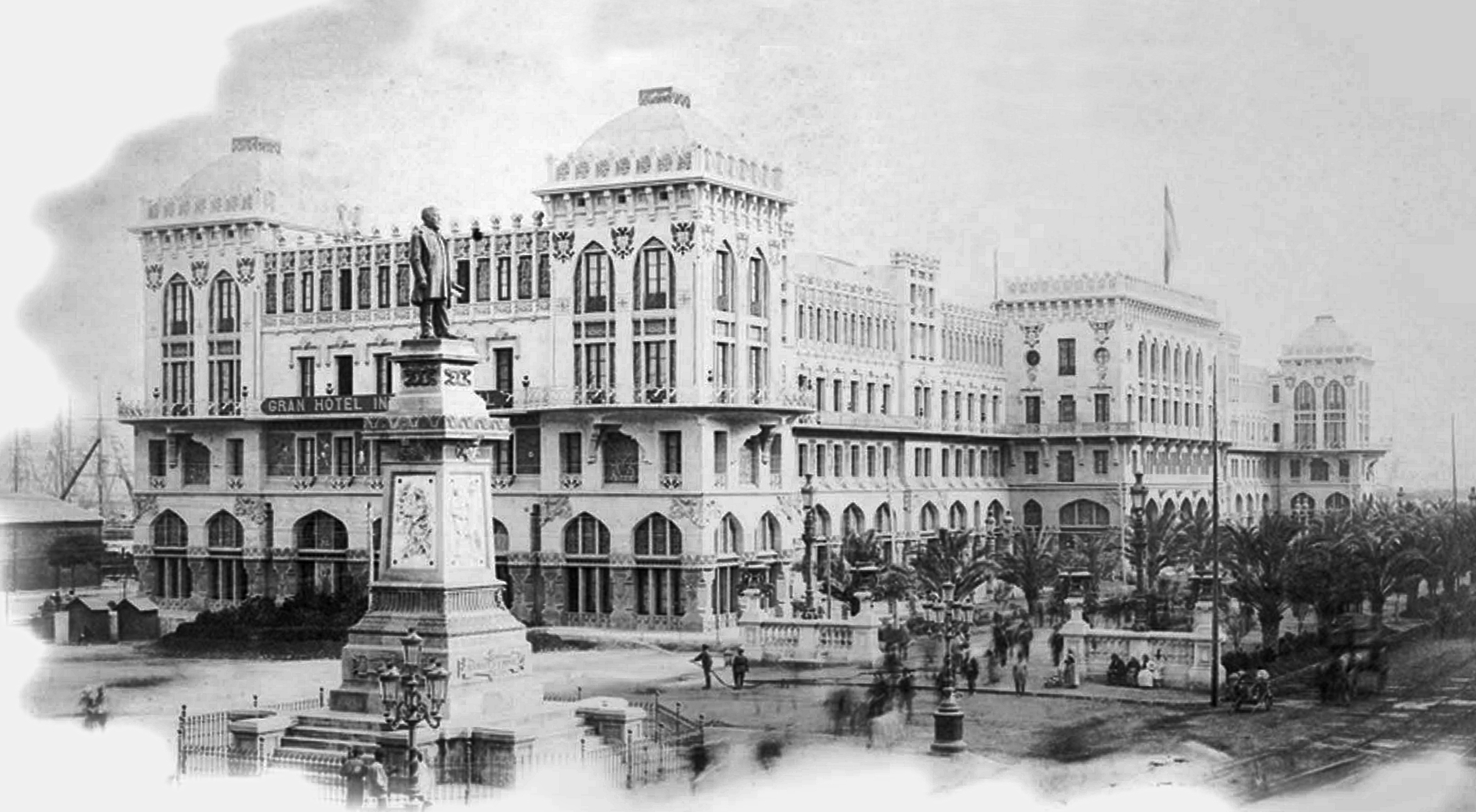
Снесённый роскошный отель Gran Hotel Internacional
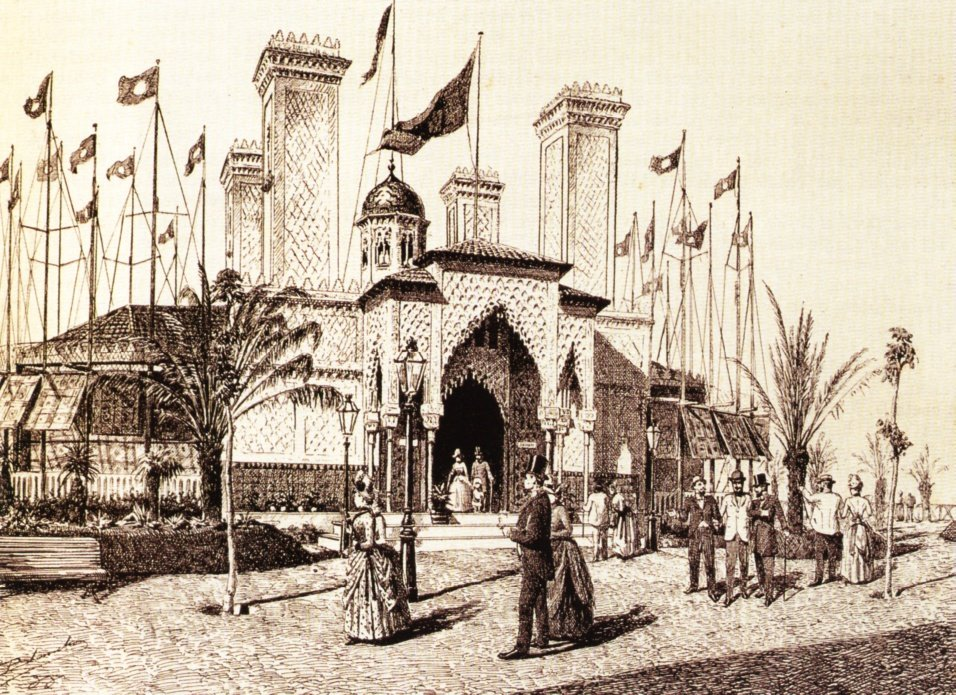
Антонио Гауди спроектировал павильон для судоходной компании Compañía Trasatlántica
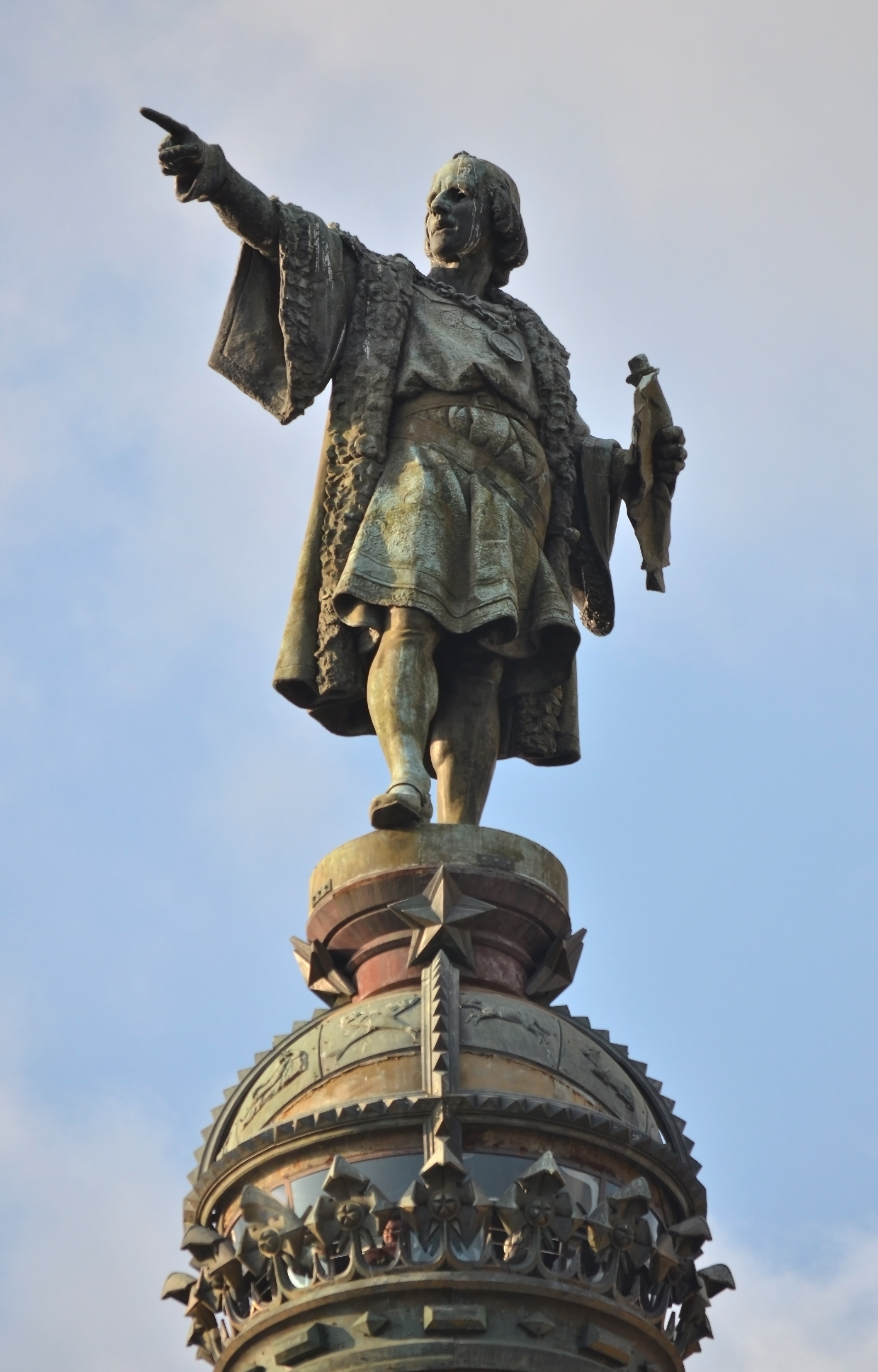
Памятник Колумбу (Барселона)

## Последствия

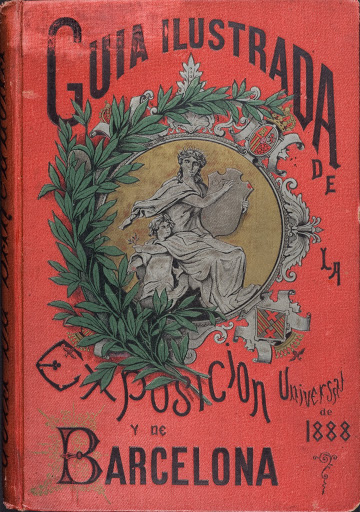
Иллюстрированный путеводитель

Несмотря на дефицит в 6 млн песет, Всемирная выставка считается успешной как по количеству посетителей, так по экономическому развитию города. В испанской историографии рассматривается как первый важный шаг каталонской экономики в сторону европеизации. Прежде торговые связи Барселоны не выходили за пределы Испании.
В приуроченном к Олимпийским играм 1992 года известном литературном произведении Эдуардо Мендосы «Город чудес» (исп. La ciudad de los prodigios, 1986) рассказывается о социальной и городской эволюции Барселоны в период между двумя Всемирными выставками 1888—1929 годов.
Выставка стала первым крупным мероприятием в Барселоне, которая послужила стимулом для дальнейших крупных международных мероприятий в городе: Всемирная выставка 1929 года, летние Олимпийские игры 1992 года, форум культур 2004 года.

## Критика
Задействованные рабочие, нередко трудившиеся в тяжёлых условиях, научились объединяться в профсоюзы, чтобы отстаивать свои права и интересы. Тогда произошёл первый съезд Испанской социалистической рабочей партии (PSOE) в Барселоне.
Граждане и СМИ возмущались инфляцией. Представители интеллигенции, республиканцев и каталонцев публично выступали против выставки. Они считали перемирие между каталонской буржуазией и монархией угрозой интересам Каталонии.